# Encontro Popular de Cultura
O Encontro Popular de Cultura de Minas Gerais (EPC-MG) foi um movimento cultural de base popular iniciado em 1985 com o objetivo de articular, promover e fortalecer iniciativas culturais diversas em Minas Gerais. Seu surgimento se insere no contexto de efervescência democrática do Brasil pós-ditadura militar, impulsionado pelo entusiasmo das Diretas Já e pela crescente organização dos movimentos sociais e culturais regionais (SOUZA, 2009).

### Origem e Primeira Edição
O I EPC-MG ocorreu entre 30 de janeiro e 3 de fevereiro de 1985, no Palácio das Artes, em Belo Horizonte. O evento foi convocado por representantes de entidades culturais e artísticas, em resposta à constatação de que diversas iniciativas culturais atuavam de forma isolada, sem reconhecimento do poder público. Reuniu 2.230 participantes de várias áreas, como música, literatura, folclore, artes cênicas, artes plásticas, cinema, cultura negra, educação, meio ambiente, entre outras.
Segundo Horta et al. (1985), a proposta do Encontro era "promover o conhecimento da produção cultural em Minas Gerais, a troca de experiências e informações, e o início de uma articulação que permitisse às pessoas ampliar o intercâmbio e participar na formulação da política cultural".

### Expansão e Regionalização
Após o sucesso da primeira edição, foram realizados diversos encontros regionais. A articulação crescente revelou a necessidade de uma estrutura mais representativa, levando à definição de 12 regiões geo-culturais mineiras e à realização do II EPC entre 2 e 6 de julho de 1986, no Instituto de Ciências Biológicas da UFMG. Este encontro contou com 1.000 participantes, oriundos de 100 municípios mineiros e de outros nove estados. Discutiu-se a relação entre cultura e Estado, o processo constituinte, e delinearam-se diretrizes para uma política cultural mais democrática (COSTA, 1997).

#### Projeto Trem da História
Com o aprofundamento das discussões e o desejo de continuidade, criou-se o Projeto Trem da História, em 1987. Este projeto visava à criação de canais permanentes de informação e comunicação entre os agentes culturais. Produziu quatro edições de jornal, dois cadernos, uma revista e dois discos. Também ampliou a visibilidade do movimento ao participar de eventos culturais fora de Minas Gerais (HORTA et al., 1985).

#### III EPC-MG
O III EPC foi realizado entre 14 e 18 de abril de 1988, em Belo Horizonte, nos espaços do Teatro Francisco Nunes e do IMACO. Abordou temas como marketing cultural, política nacional, educação popular, a questão indígena e ambiental, saúde pública e os cem anos da abolição da escravatura. O evento encerrou-se com uma passeata até o Palácio da Liberdade, reivindicando políticas culturais democráticas e verbas públicas para a cultura (Jornal Trem da História, 1988).

### Reflexões e Crises
Com o avanço da década de 1980 e o cenário político adverso para os movimentos sociais, o EPC enfrentou dificuldades organizacionais. O adiamento do IV EPC para 1991 refletiu a desarticulação momentânea e a necessidade de reavaliar os caminhos do movimento. Durante 1990, reuniões e plenárias retomaram a mobilização cultural, culminando na escolha do tema "Vida, Cultura e Felicidade" para o IV EPC (SANTOS, 2003).

#### IV EPC-MG
O IV EPC ocorreu de 1º a 15 de setembro de 1991, novamente em Belo Horizonte. Seu formato rompeu com a divisão tradicional entre discussão e mostra artística, integrando ambas numa dinâmica contínua. Foram abordados temas como ética e cidadania, os 500 anos da colonização da América, a conferência ECO-92 e as inter-relações entre cultura e natureza. Destacaram-se atividades como a pescaria simbólica do Rio Arrudas e uma intensa programação audiovisual e performática.
O jornal Trem da História, em editorial de 1991, sintetiza a perspectiva do movimento: "O EPC significou a criação de um espaço livre [...] pelo qual passaram a circular pessoas e a se manifestar ideias de forma diferente daquela praticada pelos partidos políticos progressistas e pela maioria das organizações populares" (Jornal Trem da História, 1991).

### Características e Legado
O EPC se caracterizou pela heterogeneidade de seu público e participantes: artistas, artesãos, educadores, líderes comunitários, sindicalistas e intelectuais. Valorizava a horizontalidade e a rotatividade da coordenação, recusando lideranças duradouras ou cargos fixos. Preconizava a autonomia cultural, a troca de saberes e a integração entre arte, política, meio ambiente e educação.
Entre seus objetivos estavam: promover o intercâmbio de experiências, a circulação de informações, o convívio com a diferença e a construção coletiva de conhecimentos. O EPC rompeu com a noção restrita de cultura como produção artística, abrangendo questões socioambientais, históricas e filosóficas (FERREIRA, 2012).
Embora o movimento tenha perdido força institucional ao longo dos anos 1990, seu legado permanece vivo na memória de agentes culturais e em iniciativas descentralizadas de valorização da cultura popular mineira. É considerado um marco da organização cultural comunitária no Brasil (BARBOSA, 2014).
- HORTA, Márcia Betânia de Oliveira; SILVEIRA, Ana Iris Teixeira (Titane); BENFICA, Clair José (Izinho); OLIVEIRA, Elke Reagan de; NADDEO, Maria Dorotéa de Aguiar Barros. Encontro Popular de Cultura – Trajetória de um Movimento Cultural em Minas Gerais.[1]
- Jornal Trem da História, edições 1 a 4. 1987–1991.
- Relatórios e documentos do I ao IV EPC-MG.
- SOUZA, Jessé. A ralé brasileira: quem é e como vive. Belo Horizonte: UFMG, 2009.
- COSTA, Luís Sérgio Duarte. Política cultural e cidadania. São Paulo: EDUC, 1997.
- SANTOS, Boaventura de Sousa. Democracia e participação: o caso do orçamento participativo. Porto: Afrontamento, 2003.
- FERREIRA, Mário Chagas. Museu, memória e cidadania. Rio de Janeiro: Garamond, 2012.
- BARBOSA, Lígia. Cultura popular e política cultural no Brasil: experiências e desafios. Brasília: Ipea, 2014.

=== Ver também ===
- Cultura popular brasileira
- Política cultural no Brasil
- História de Minas Gerais
- Movimentos sociais no Brasil
- ECO-92

[[Categoria:Cultura de Minas Gerais]] [[Categoria:Movimentos sociais do Brasil]] [[Categoria:Eventos culturais do Brasil]]
1. ↑  «ENCONTRO POPULAR DE CULTURA
Trajetória de um movimento Cultural em Minas Gerais». ENCONTRO POPULAR DE CULTURA Trajetória de um movimento Cultural em Minas Gerais. Maio de 1995 line feed character character in |título= at position 28 (ajuda); line feed character character in |periódico= at position 28 (ajuda); Verifique data em: |acessodata= (ajuda);